# Distancia de rescate (película)
Distancia de rescate (en inglés Fever Dream) es una película dramática de suspenso de 2021, de coproducción entre Chile, España y Estados Unidos dirigida por la directora peruana Claudia Llosa a partir de un guion que coescribió con la escritora argentina Samanta Schweblin basada en su novela homónima. La película está protagonizada por María Valverde, Dolores Fonzi, Guillermo Pfening y Germán Palacios.

## Sinopsis
Una mujer llamada Amanda llega a un tranquilo pueblo rural de Argentina con su hija Nina a pasar unos días de vacaciones. Al lado de la casa en la que se alojan viven Carola con su hijo David. 
Las dos mujeres establecen una estrecha amistad, pero pronto Amanda se da cuenta de que las cosas que la rodean no son como parecen.

## Reparto
- María Valverde como Amanda
- Dolores Fonzi como Carola
- Guillermo Pfening como Marco
- Germán Palacios como Omar
- Cristina Banegas como Curandera
- Emilio Vodanovich como David (grande)
- Marcelo Michinaux como David (pequeño)
- Guillermina Sorribes Liotta como Nina
- Macarena Barros Montero como Mamá de nena

## Producción
En diciembre de 2018, Netflix anunció que produciría una versión cinematográfica de la novela Fever Dream de Samanta Schweblin y dirigida por la directora peruana Claudia Llosa. El rodaje, de las productoras Gran Via Productions y Fábula, se inició en Chile a principios de 2019.

## Estreno
La premiere mundial tuvo lugar el 20 de septiembre de 2021 en el Festival Internacional de Cine de San Sebastián, donde compitió en la Sección oficial.
El 13 de octubre de 2021 la película se estrenó exclusivamente por Netflix.